# Krisha
Krisha är en amerikansk dramafilm från 2015, regisserad av Trey Edward Shults.
Filmen handlar om Krisha, en orolig kvinna i sextioårsåldern, som varit frånvarande från sin familj på grund av en historia av missbruk. Hon anländer till sin syster Robyns hus för Thanksgiving. Hon påstår sig vara nykter och säger sig vara inställd på att laga middag till de närvarande. Spänningen stiger när hennes son Trey, till stor del uppfostrad av Robyn, avvisar hennes försök till försoning, och familjen är splittrad om de kan lita på henne. Vissa, som Robyn, är hoppfulla, medan andra, som hennes svåger Doyle, är öppet skeptiska. Allteftersom dagen utvecklas växer Krishas känslomässiga påfrestning, förvärrad av hennes gamla mammas förvirring om sin identitet och hennes sons band med Robyns familj, vilket driver henne att i smyg återfalla med alkohol och droger. Detta kulminerar i ett katastrofalt ögonblick där hon berusad tappar kalkonen och hennes fasad luckras upp.
Rollen som Krisha spelas av Krisha Fairchild, som är regissörens moster i verkliga livet. Filmen fick beröm av kritiker.